# Priodontes maximus
Priodontes maximus або гігантський броненосець — вид броненосців, що мешкає в Південній Америці, єдиний представник роду Priodontes. Це найбільший сучасний вид броненосців.

## Опис

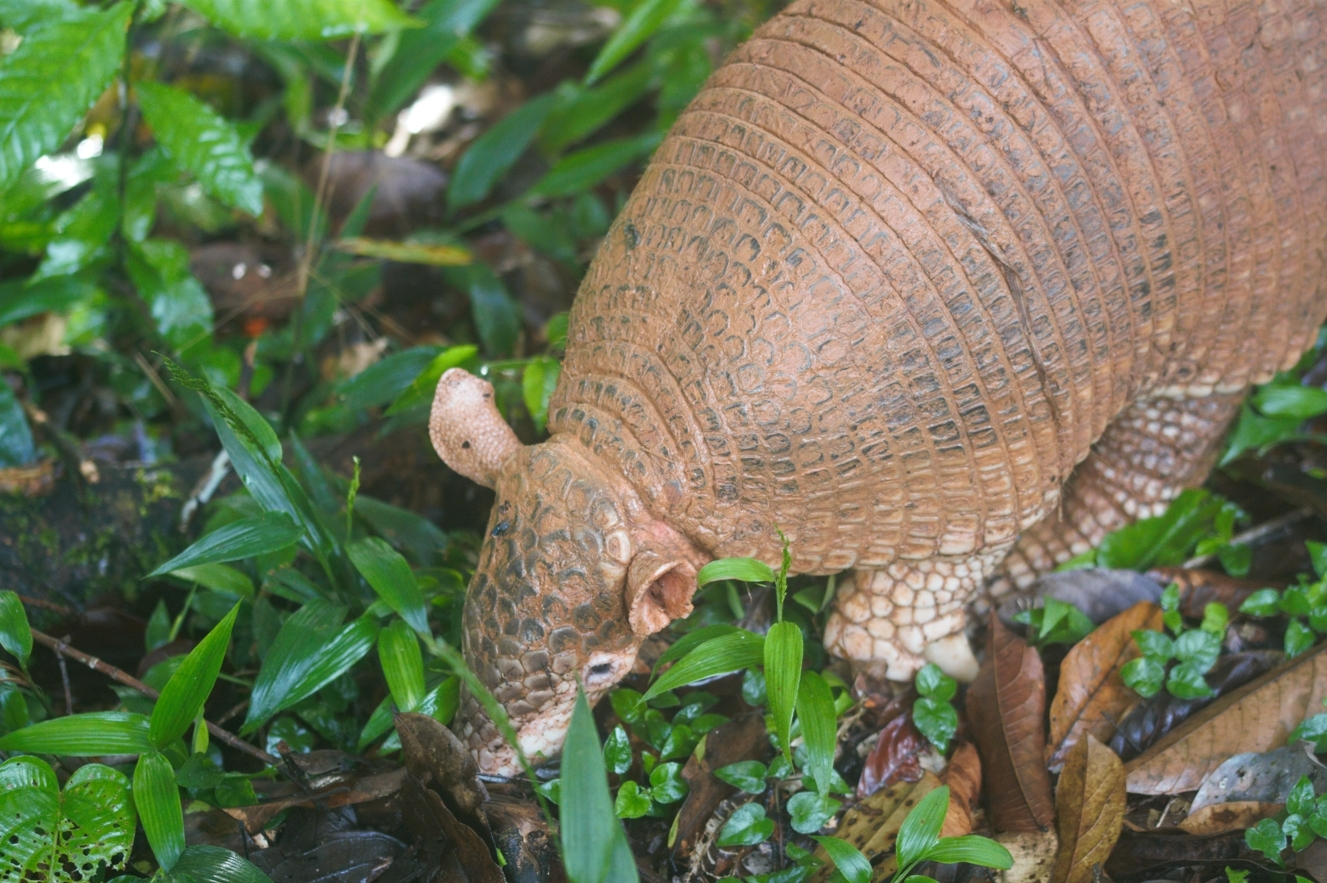
Гігантський броненосець шукає їжу, природний заповідник Нураге, Режина

Це найбільший за розмірами вид броненосців. Довжина тіла гігантського броненосця становить від 75 до 100 см, довжина хвоста 50 см, вага від 18 до 32 кг. Були зафіксовані екземпляри вагою 50 кг, а в неволі деякі тварини досягають ваги у 80 кг. Його панцир рухомий, розділений на 11—13 сегментів (ще 3—4 на шиї). Тіло темно-коричневого кольору, зі світлою смугою на боках і блідою жовто-білою головою. Він може мати до 100 зубів, які не мають емалі, однакові за розмірами та ростуть впродовж всього життя. Гігантський броненосець має велетенські кігті на передніх лапах, зокрема кіготь на третьому пальці може досягати 22 см. Ці кігті є одними з найдовших серед тварин і найбільшими пропорційно до розмірів тіла тварини. Хвіст покритий невеликою округлою лускою. Тварина майже повністю лиса, між щитками росте невелика кількість волосків.

## Поширення
Гігантські броненосці мешкають на більшій території Південної Америки на схід від Анд, за виключенням сходу Бразилії та Парагваю. На півдні ареал тварини досягає північноаргентинських провінцій Сальта, Формоса, Чако і Сантьяго-дель-Естеро. Не має географічних підвидів. Гігантські броненосці віддають перевагу відкритим рівнинам і лукам (серрадо), однак їх можна зустріти й у рівнинних лісах.

## Екологія і поведінка
Гігантські броненосці ведуть поодинокий і нічний спосіб життя, проводячи день в норах. Вони не мають можливості повністю прикритися панциром, тому при небезпеці закопуються в землю. У порівнянні з норами інших броненосців, нори гігантського броненосця надзвичайно великі, зі входом приблизно 43 см в діаметрі, орієнтовані на захід. В норах гігантських броненосців можуть поселятися інші види тварин, зокрема коротковухий пес.
Гігантські броненосці використовують свої велетенські кігті для розорення термітників. Раціон тварини здебільшого складається саме з термітів, хоча вони можуть їсти й мурах, червів, павуків та інших безхребетних. Репродуктивна біологія гігантських броненосців мало досліджена. Самки броненосців мають два соски, народжують раз на кілька років. Вагітність триває приблизно 5 місяців. Дитинчата ссуть молоко 7—8 місяців. Гігантський броненосець спить 18 годин на день. Тривалість життя гігантських броненосців невідома. Броненосець, що мешкав в зоопарку Сан-Антоніо помер у віці 16 років.

## Загрози та збереження
Гігантський броненосець є вразливим видом за класифікацією МСОП і перерахований в додатку I конвенції СІТЕС. Найбільша загроза походить не від природних хижаків, як ягуар чи пума, а від людей. На тварин полюють через їхнє м'ясо, відловлюють на продаж, знищують їхнє природне середовище проживання.
Попри широкий ареал виду, він є досить рідкісним. За останні десятиліття популяція гігантського броненосця невпинно скорочується.
Гігантський броненосець охороняється законом в більшості країн Південної Америки.
Він мешкає на території декількох великих заповідників, зокрема, на території Природоохоронної території Центрального Суринаму.

## Фото

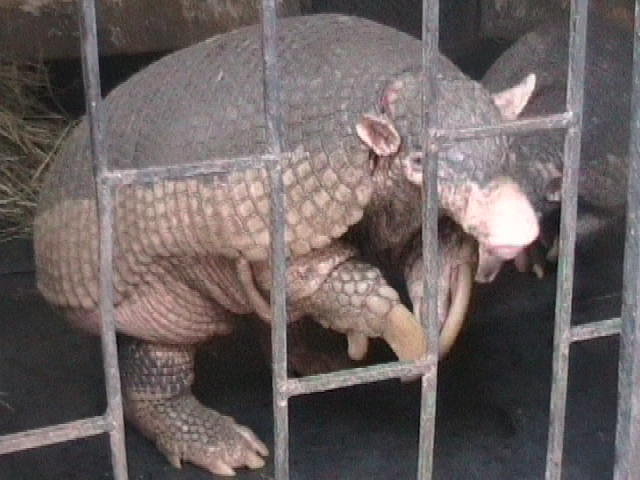
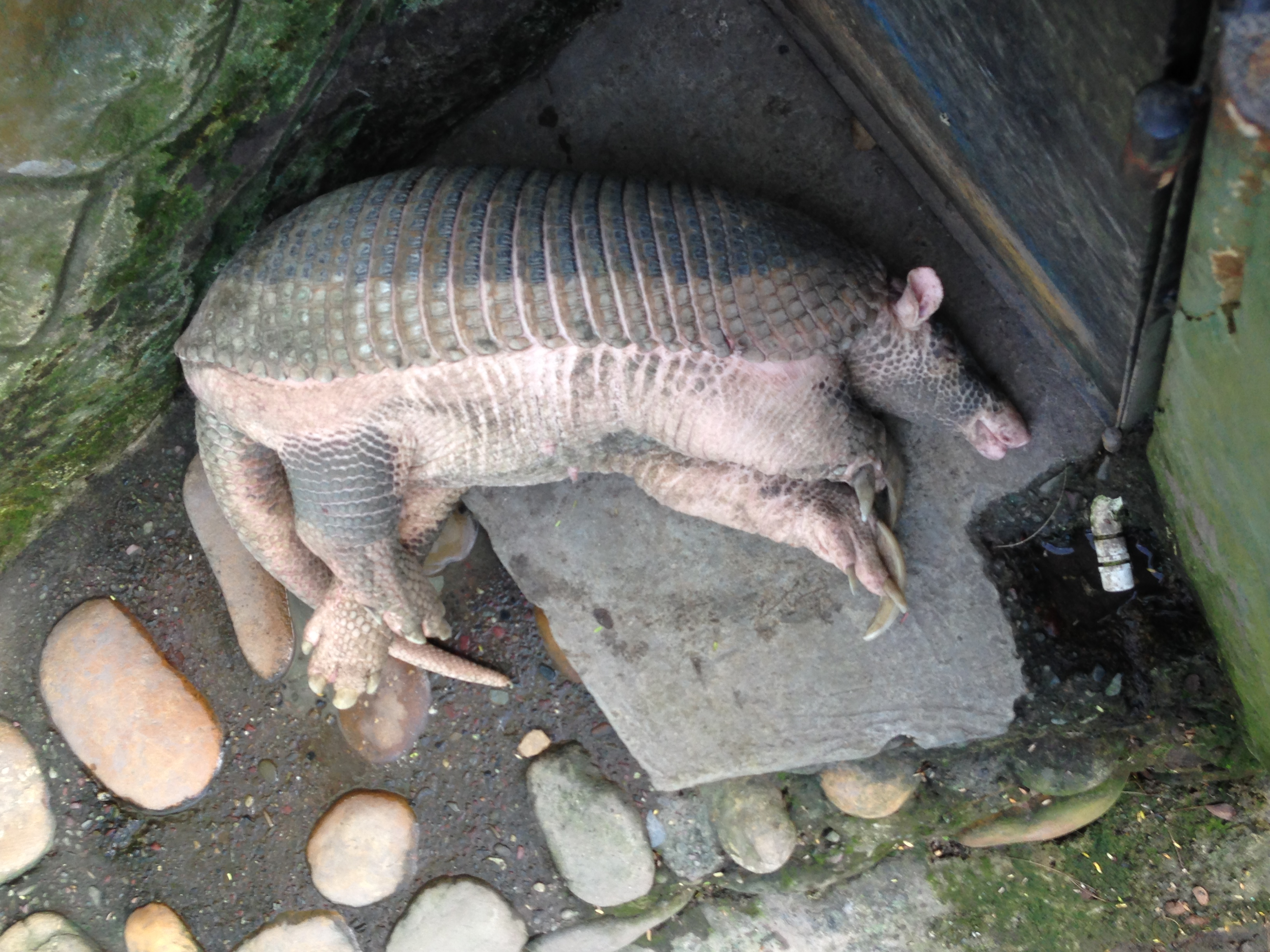